# Unni Nyhamar Hinkel
Unni Nyhamar Hinkel, née le 19 janvier 1979, est une ancienne handballeuse internationale norvégienne.
Durant sa carrière, elle a notamment porté les couleurs du Nordstrand IF.
Avec l'équipe nationale de Norvège, elle atteint la finale du championnat du monde 2001.

## Palmarès

### Club
compétitions internationales
- finaliste de la coupe d'Europe des vainqueurs de coupe en 2001 (avec Nordstrand IF)

### Sélection nationale
championnats du monde 
- finaliste du championnat du monde 2001
- 6e place du championnat du monde 2003